# Чирич, Саша
Саша Чирич (серб. Saša Ćirić; макед. Сашa Ќириќ; 11 января 1968, Куманово) — югославский и северомакедонский футболист, нападающий. Выступал за сборную Республики Македонии

## Биография
Начинал карьеру в югославских клубах низших лиг, представлявших союзную республику Македония. В сезоне 1991/92 дебютировал в высшем дивизионе Югославии в составе «Вардара», однако по окончании сезона клуб покинул югославскую лигу и стал выступать в чемпионате Республики Македонии.
В составе «Вардара» стал трёхкратным чемпионом (1992/93, 1993/94, 1994/95) и двукратным обладателем (1992/93, 1994/95) Кубка Македонии. Дважды становился лучшим снайпером национального чемпионата — в сезоне 1992/93 забил 36 голов, а в сезоне 1994/95 — 35 мячей. Часть сезона 1993/94 провёл в софийском ЦСКА, с которым завоевал серебряные награды чемпионата Болгарии. В 1995 году перешёл в швейцарский клуб «Арау», где провёл два с половиной сезона, забив 30 голов в высшем дивизионе Швейцарии.
В начале 1998 года за сумму в миллион швейцарских франков перешёл в клуб германской Бундеслиги «Нюрнберг», где провёл полтора года. После вылета клуба из Бундеслиги в сезоне 1998/99 перешёл за 4 миллиона марок в клуб второй Бундеслиги «Теннис-Боруссия». Затем играл за «Айнтрахт» (Франкфурт) и снова за «Нюрнберг», с обоими клубами вылетал из Бундеслиги, а с «Нюрнбергом» в сезоне 2003/04 стал победителем второй Бундеслиги. В сезоне 2004/05 играл за «Киккерс» (Оффенбах), с которым одержал победу в третьем дивизионе Германии, после чего завершил игровую карьеру. Всего в Бундеслиге сыграл 64 матча и забил 26 голов, во второй Бундеслиге — 85 матчей и 42 гола, в Кубке Германии — 12 матчей и 11 голов. В опросе болельщиков «Нюрнберга» к 110-летию клуба включён в символическую сборную за всю историю.
В сборной Републики Македонии дебютировал 12 апреля 1995 года в игре против Болгарии. Первый гол забил 27 марта 1996 года в ворота Мальты. Всего в 1995—2004 годах сыграл 26 матчей и забил 8 голов за сборную.
После окончания игровой карьеры был президентом македонского клуба второй лиги «Цементарница».

## Достижения
- Чемпион Республики Македонии: 1992/93, 1993/94, 1994/95
- Обладатель Кубка Македонии: 1992/93, 1994/95
- Вице-чемпион Болгарии: 1993/94
- Победитель второй Бундеслиги Германии: 2003/04
- Победитель третьего дивизиона Германии: 2004/05
- Лучший бомбардир чемпионата Республики Македонии: 1992/93 (36 голов), 1994/95 (35 голов)